# Parque Nacional Malka Mari
O Parque Nacional Malka Mari é um parque nacional do Quénia, situado ao longo do rio Dawa, na fronteira do Quénia com a Etiópia. Tem aproximadamente 1,500 km2 (370,000 acres) de tamanho. É acessível através do Aeroporto de Mandera e é provavelmente o parque nacional menos visitado do país.
Malka Mari é um parque da Categoria II da IUCN, designado em 1989.